# 塞萊尼察
塞萊尼察，是阿爾巴尼亞南部夫羅勒州的一个市镇。下分为6个行政分区，行政中心为塞莱尼察镇。市镇面積为561.52平方公里，2011年人口数量为16,396人，而作为行政分区的塞莱尼察的人口数量则为2,235人。
2011年的人口普查中，原塞莱尼察市镇（即现在的塞莱尼察行政分区）是唯一自我称谓为阿羅蒙人（16.6%）超过阿尔巴尼亚族（10%）的市镇，然而大多数居民并未填上自己的族裔信息。该镇以瀝青矿产而著称。本地的足球俱乐部为塞萊尼察足球會。